# Bonnetiaceae
Bonnetiaceae es en botánica una familia de plantas de flores que tiene cuatro géneros y 32 especies. Se encuentran principalmente en las regiones tropicales de América, excepto el género  Ploiarium que se encuentra en Malasia.

## Descripción
Son arbustos o árboles de hoja perenne, por lo general poco ramificadas. Su duramen es de color rojizo marrón oscuro y pesado. Las hojas están dispuestas en espiral y muy juntas y son de tallo corto.  El margen de la hoja es finamente dentado. Las flores son hermafroditas en inflorescencias cimosas. Cada tallo de la flor surge de la axila de una sola hoja de soporte , pero a menudo surgen del tallo de la flor hasta dos brácteas más, que pueden estar muy cerca de la copa. El perianto está claramente diferenciado en dos círculos de pétalos. Los cinco sépalos (sépalos) están libres o fusionados sólo en la base. Los frutos son cápsulas  con muchas semillas. Las semillas son inusualmente pequeñas, con una excepcionalmente gruesa y leñosa cubierta.

## Géneros
- Lista de géneros y sinónimos ordenados por orden alfabético según APWeb:[1]
- Acopanea Steyerm. = Bonnetia Mart.
- Archytaea Martius
- Bonnetia Martius
- Neblinaria Maguire = Bonnetia Mart.
- Neogleasonia Maguire = Bonnetia Mart.
- Ploiarium Korthals